# Julian Hesse

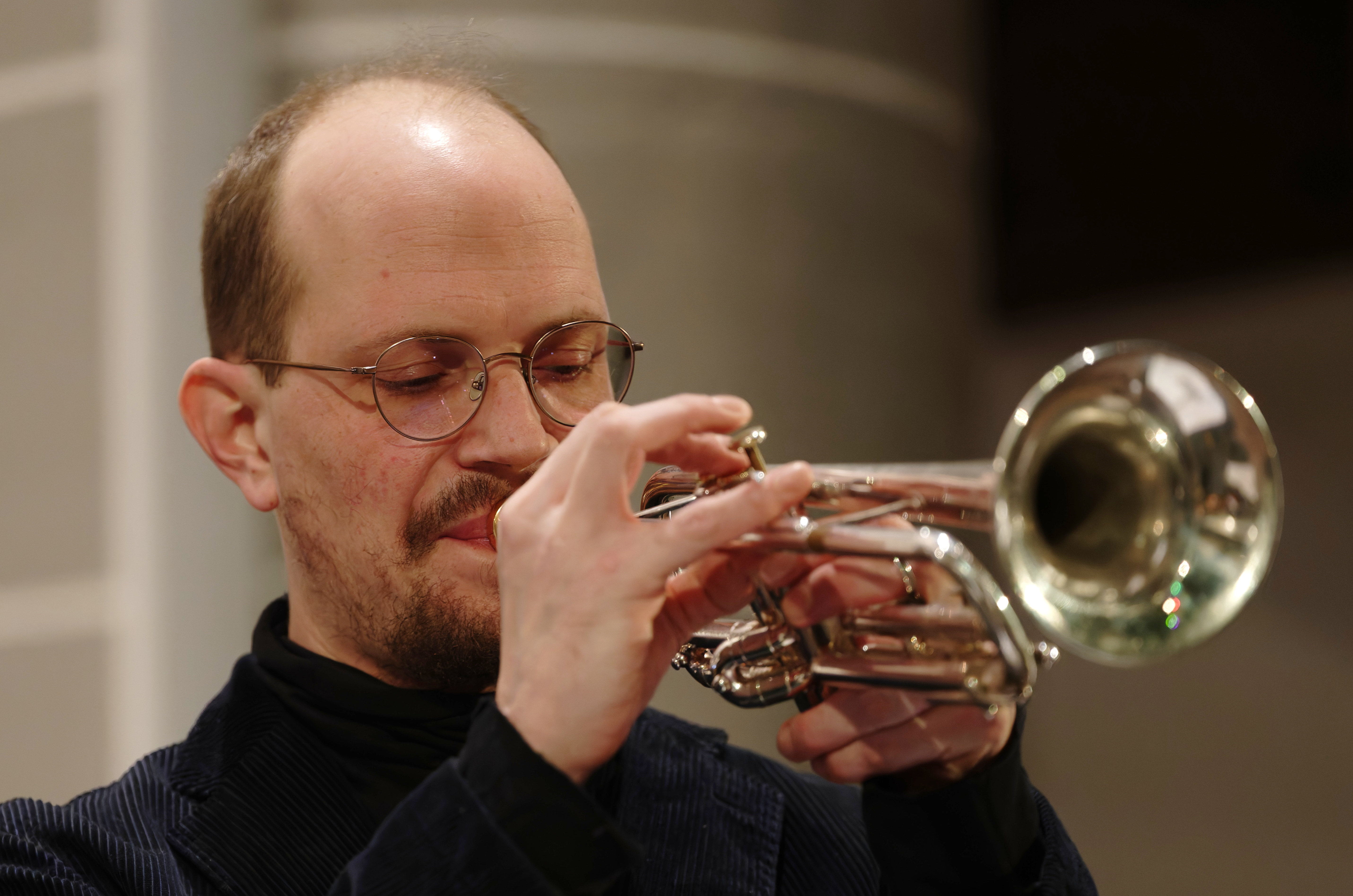
Julian Hesse mit dem Rebecca Trescher Tentett in der Stadtkirche Darmstadt am 14. Februar 2025

Julian Hesse (* 1988 in Tegernsee) ist ein deutscher Jazzmusiker (Trompete, Komposition).

## Leben und Wirken
Hesse, Sohn einer Kirchenmusikerin, besuchte das Gymnasium in Miesbach und errang mit 15 Jahren mit der Big Band dieses Gymnasiums den 1. Platz beim Bayerischen Big Band Wettbewerb. Daraufhin wurde er mit 16 Jahren als Jungstudent für Jazztrompete an der Hochschule für Musik und Theater München angenommen. Er studierte anschließend am Conservatorium van Amsterdam und an der Hochschule der Künste Bern. 2012 konnte er mit einem Stipendium im Fulbright-Programm für ein Jahr am City College in New York seine Studien in Jazz-Performance und Musikwissenschaft vertiefen.
Hesse spielte zwischen 2008 und 2012 in dem Quartett Bounce, mit dem er zahlreiche Auszeichnungen gewann, darunter den ZKB Jazzpreis 2013, sowie den Suisse Diagonales Förderpreis 2014. Seit 2014 lebt er in München und gehört zur Bigband von Monika Roscher und zur Jazzrausch Bigband, mit denen er mehrere Alben einspielte. Mit Stephan Plecher entstand das Duoalbum Wheel of Live (HGBS Blue 2020). Mit seinem Trio mit dem Bassisten Peter Cudek und dem Schlagzeuger Sebastian Wolfgruber veröffentlichte er 2021 beim selben Label das Album Troubleshooter. Weitere Projekte umfassen das Jazz/Hiphop-Quartett Dr. Syros von Martin Sörös sowie die Formation Fragments of a Tale (gemeinsam mit Dine Doneff und Matthieu Bordenave). Ferner arbeitete er mit Aaron Parks, Django Bates, Joey DeFrancesco, Kyriakos Tapakis, Johannes Enders, Mike Holober, The Poets of Rhythm, Rudi Mahall, dem Swiss Jazz Orchestra und Svetlana Marinchenko. Er ist auch auf Alben von Lucerne Jazz Orchester, Michael Wertmüller und dem Bamesreiter Schwartz Orchestra zu hören.